# Maurice Blik

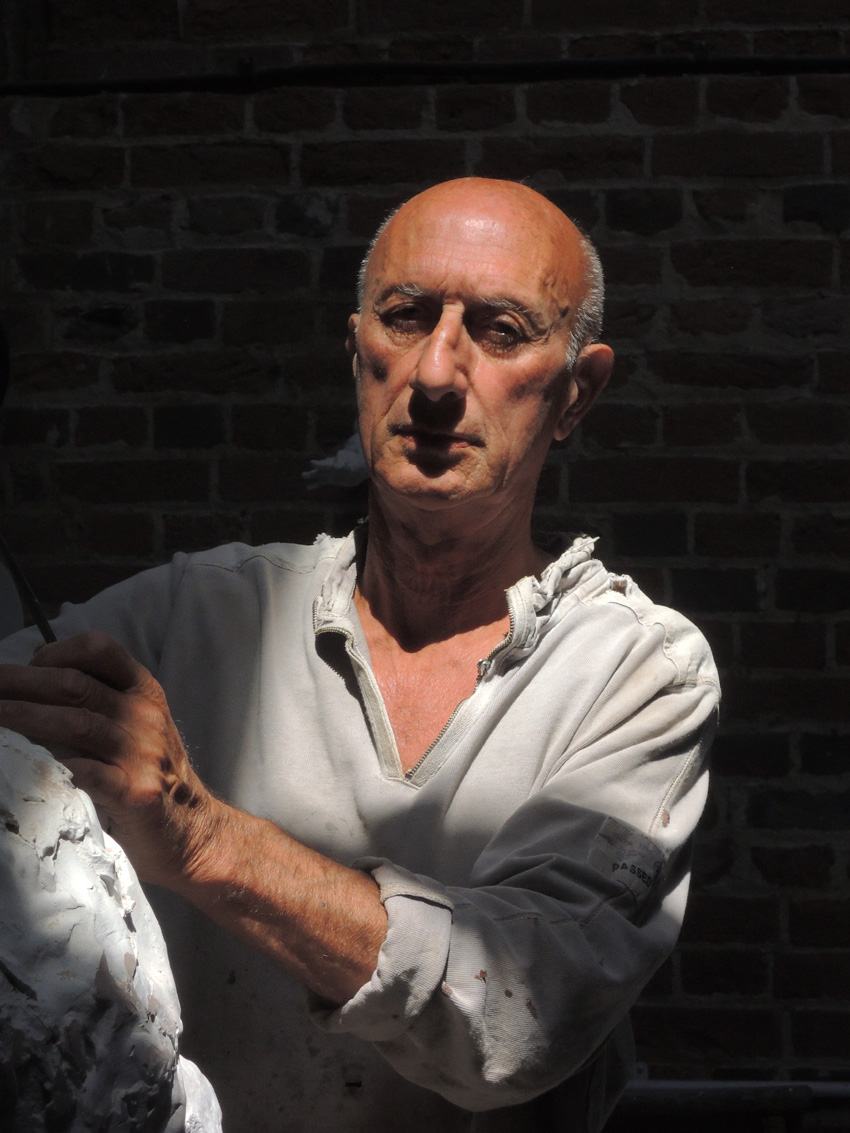
Maurice Blik (2017)

Maurice Blik (geboren 21. April 1939 in Amsterdam) ist ein niederländisch-britischer Bildhauer.

## Leben
Maurice Blik war ein Sohn des Vertreters Barend Blik und der Marie Blik, die jüdische Großfamilie seines Vaters war in den Niederlanden ansässig, seine Mutter kam aus England. Er hat eine ältere Schwester. Bliks Familie wurde 1942 im Durchgangslager Westerbork inhaftiert, sein Vater wurde von ihnen getrennt und in das KZ Auschwitz verlegt, wo er ermordet wurde. Die restliche Familie kam in das KZ Bergen-Belsen, wo seine jüngere Schwester und die niederländische Großmutter umkamen. In der Schlussphase des Krieges geriet Blik in einen „Verlorenen Zug“ und wurde in der Nähe von Leipzig von einer Kosakeneinheit der Roten Armee befreit. 1946 zog seine Mutter mit ihm und seiner Schwester zu Verwandten nach Cheltenham in England. Er lebte später in London.  

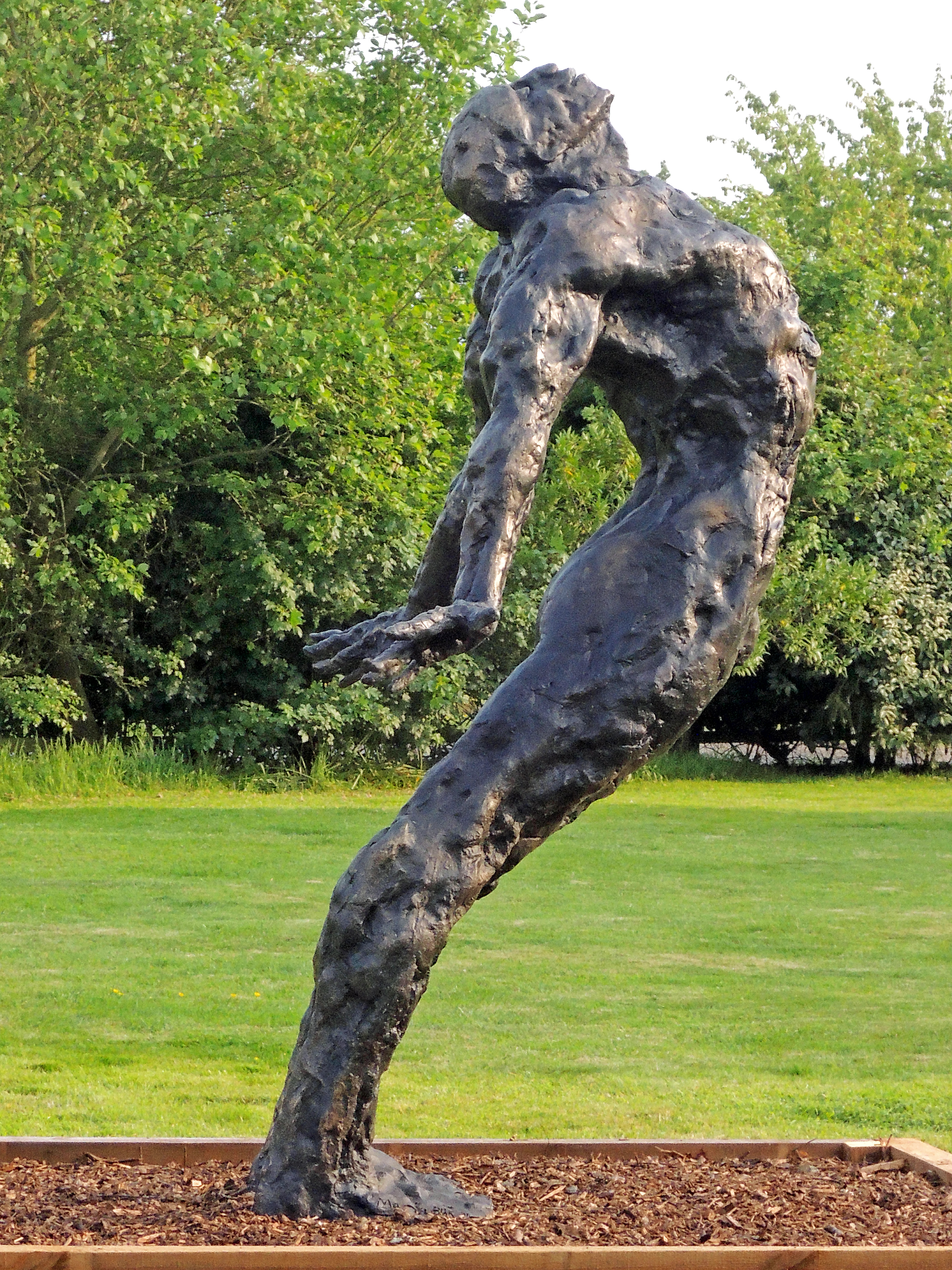
Second Breath

Blik studierte Bildhauerei am Hornsey College of Art mit einem Diplomabschluss im Jahr 1960. Er erwarb 1969 ein Lehramtsdiplom als Kunstlehrer an der University of London und lehrte in verschiedenen Schulen mit verschiedenen Altersstufen. 1991 gab er den Lehrerberuf auf und arbeitet seither als freier Künstler. Seine erste Ausstellung hatte er 1985 in der Alwin Gallery, London. 
Maurice Blik erhielt 1955 die britische und 1992 die US-amerikanische Staatsbürgerschaft. 
Er hatte 1996/97 das Amt des Präsidenten der Royal British Society of Sculptors inne. Blik wurde 1997 zum Fellow der Royal Society of Arts (FRSA) ernannt.

## Autobiographie
- The Art of Survival. Vorwort Natasha Kaplinsky. 2022